# Trehörnsgöl
Trehörnsgöl är en sjö i Västerviks kommun i Småland och ingår i Storåns huvudavrinningsområde.